# HTCP
El Protocolo de almacenamiento en caché de hipertexto (abreviado como HTCP ) se usa para descubrir cachés HTTP y datos almacenados en caché, administrar conjuntos de cachés HTTP y monitorear la actividad de la caché. Permite que se utilicen encabezados completos de solicitud y respuesta en la administración de caché y amplía el dominio de la administración de caché para incluir el monitoreo de adiciones y eliminaciones de caché remoto, solicitar eliminaciones inmediatas y enviar sugerencias sobre objetos web, como ubicaciones de terceros de objetos almacenables en caché o falta de disponibilidad. de objetos web.

## Características [ editar ]
Todos los elementos del protocolo HTCP de varios octetos se transmiten en orden de bytes de red . Todos los campos reservados deben establecerse en cero binario por los remitentes y dejarlos sin examinar por los receptores. Los encabezados deben presentarse con la terminación de línea CRLF , como en HTTP.
Todos los nombres de host especificados deben ser compatibles entre el remitente y el receptor, de modo que si se utiliza un esquema de nombres privados (como HOSTS.TXT o NIS), los nombres que dependan de dichos esquemas solo se enviarán a los vecinos de HTCP que se sabe que participan en dicho esquema. esquemas Las direcciones sin procesar ( IPv4 cuádruple con puntos o IPv6 con formato de dos puntos ) son universales, al igual que los nombres DNS públicos . El uso de nombres o direcciones privadas requerirá un cuidado operativo especial.
UDP debe ser compatible. Los agentes HTCP no deben estar aislados de fallas y demoras en la red. Un agente de HTCP debe estar preparado para actuar de manera útil cuando no se recibe una respuesta, o cuando las respuestas se demoran, se reordenan o se dañan. TCP es opcional y se espera que se use solo para la depuración de protocolos. La IANA ha asignado el puerto 4827 como el número de puerto TCP y UDP estándar para HTCP.
Un mensaje HTCP tiene el siguiente formato general:
```
     +-------------------------------------+
     | ENCABEZADO | dice la longitud del mensaje y las versiones del protocolo
     +-------------------------------------+
     | DATOS | Mensaje de HTCP (varía según el número de versión principal)
     +-------------------------------------+
     | AUTORIZACIÓN | autenticación opcional para la transacción
     +-------------------------------------+
```